# Виборчий округ 204
Виборчий округ 204 — виборчий округ в Чернівецькій області. В сучасному вигляді був утворений 28 квітня 2012 постановою ЦВК №82 (до цього моменту існувала інша система виборчих округів). Окружна виборча комісія цього округу розташовується в приміщенні Хотинської районної державної адміністрації за адресою м. Хотин, вул. О.Кобилянської, 2а.
До складу округу входять місто Новодністровськ, а також Заставнівський, Кельменецький, Сокирянський і Хотинський райони. Виборчий округ 204 межує з округом 203 на півдні, з округом 202 і округом 201 на південному заході, з округом 88 на заході, з округом 167 на північному заході, з округом 193 на північному сході, з округом 15 і округом 16 на сході та обмежений державним кордоном з Молдовою на південному сході. Виборчий округ №204 складається з виборчих дільниць під номерами 730112-730184, 730308-730337, 730395-730445, 730559 та 730561.

## Народні депутати від округу
| Ім'я                      | Фото | Партія          | Скликання | Дата набуття повноважень | Дата припинення повноважень |
| ------------------------- | ---- | --------------- | --------- | ------------------------ | --------------------------- |
| Семенюк Артем Олексійович |      | Партія регіонів | 7-ме      | 12 грудня 2012           | 27 листопада 2014           |
| Бурбак Максим Юрійович    |      | Народний фронт  | 8-ме      | 27 листопада 2014        | 29 серпня 2019              |
| Божик Валерій Іванович    |      | Слуга народу    | 9-те      | 29 серпня 2019           |                             |

## Результати виборів

### Парламентські

#### 2019
Кандидати-мажоритарники:
- Божик Валерій Іванович (Слуга народу)
- Бурбак Максим Юрійович (самовисування)
- Довгань Микола Олександрович (Опозиційна платформа — За життя)
- Мартинюк Тетяна Іванівна (Радикальна партія)
- Мельник Василь Миколайович (Батьківщина)
- Панчишин Руслан Ігорович (Сила і честь)
- Бойко Андрій Юліанович (самовисування)
- Кучурка Ольга Миколаївна (Самопоміч)
- Стецюк Андрій Володимирович (Європейська Солідарність)
- Музика Роман Ярославович (Свобода)
- Паланійчук Анатолій Васильович (самовисування)
- Штелик Вячеслав Митрофанович (самовисування)

#### 2014
Кандидати-мажоритарники:
- Бурбак Максим Юрійович (Народний фронт)
- Куліш Володимир Іванович (Блок Петра Порошенка)
- Козак Василь Васильович (самовисування)
- Добровольський Вячеслав Іванович (Батьківщина)
- Семенюк Артем Олексійович (самовисування)
- Цаплюк Руслан Вікторович (Радикальна партія)
- Балацький Павло Миколайович (Громадянська позиція)
- Пастух Олександр Олександрович (самовисування)
- Паращук Олександр Сергійович (Правий сектор)
- Когутяк Ярослав Миронович (самовисування)
- Банчук Ярослав Арсенійович (Ми Українці)
- Саєвський Мирослав Анатолійович (самовисування)
- Ноцький Олександр Вікторович (самовисування)
- Маляр Вадим Порфирович (Сильна Україна)
- Бордюжан Іван Костянтинович (Комуністична партія України)
- Клевчик Іван Валентинович (Конгрес українських націоналістів)
- Забродський Василь Іванович (самовисування)
- Руснак Валерій Дмитрович (Блок лівих сил України)

#### 2012
Кандидати-мажоритарники:
- Семенюк Артем Олексійович (Партія регіонів)
- Баласинович Богдан Олександрович (УДАР)
- Панчишин Руслан Ігорович (самовисування)
- Каденюк Леонід Костянтинович (самовисування)
- Криворучко Віталій Пилипович (самовисування)
- Плаксій Манолій Васильович (самовисування)
- Черненко Віктор Михайлович (Комуністична партія України)
- Гончар Віктор Васильович (самовисування)
- Совва Анатолій Ігорович (самовисування)
- Клевчик Іван Валентинович (Конгрес українських націоналістів)
- Швець Сергій Сергійович (Україна — Вперед!)
- Чулей Віталій Михайлович (самовисування)

## Явка
Явка виборців на окрузі: